# Randor Bierd
Randor Bierd (nacido el 14 de marzo de 1984 en Santo Domingo) es un lanzador dominicano que jugó en las Grandes Ligas de Béisbol como relevista durante la temporada 2008.
Bierd fue firmado originalmente por los Tigres de Detroit como amateur el 3 de junio de 2003.
La mejor temporada de Bierd en la organización de los Tigres llegó en 2007, cuando lanzaba en el nivel A con el equipo West Michigan Whitecaps y en Doble-A para Erie SeaWolves. Lanzando en un total de 42 partidos, tres de ellos como abridor, Bierd terminó con récord de 4-3 con una efectividad de  2.93.
El 6 de diciembre de 2007, Bierd fue seleccionado por los Orioles de Baltimore como la tercera selección global en la fase de Grandes Ligas del Draft de Regla 5. Bierd hizo el roster de los Orioles en el Día Inaugural como un lanzador de relevo. El 2 de abril de 2008, Bierd hizo su debut en Grandes Ligas contra los Rays de Tampa Bay, y lanzó dos entradas sin permitir anotaciones, y más tarde fue puesto en la lista de lesionados de 15 días.
El 19 de enero de 2009, Bierd fue canjeado a los Medias Rojas de Boston por David Pauley. Bierd  pasó la temporada de 2009 en AAA con el equipo Pawtucket Red Sox, alcanzando un récord de 3-1 con una efectividad de 4.55 como abridor y relevista.
El 22 de julio de 2010, Bierd fue liberado por Boston.